# Allennes-les-Marais
Allennes-les-Marais é uma comuna do departamento de Norte, localizada na região do Altos da França, na França.